# Lanzarote
Lanzarote [ˌlansaˈɾote, ˌlanθaˈɾote ] ist die nordöstlichste der acht bewohnten Kanarischen Inseln, die im Atlantischen Ozean eine von Spaniens 17 autonomen Gemeinschaften bilden.
Lanzarote liegt rund 140 Kilometer westlich der marokkanischen Küste und ist rund 1000 Kilometer vom spanischen Festland entfernt. Über den Flughafen Arrecife wird Lanzarote mit Kontinentaleuropa, dem Festland Spaniens sowie mit den anderen kanarischen Inseln verbunden. Es bestehen Fährverbindungen nach Huelva, Cádiz und Fuerteventura. Der Güterverkehr wird mehrheitlich durch Frachtschiffe vom europäischen Festland sowie ebenfalls durch die genannten Fähren gewährleistet.
Als erste Insel wurde Lanzarote 1993 vollständig von der UNESCO zum Biosphärenreservat erklärt.

## Verwaltung
Lanzarote gehört zur spanischen Provinz Las Palmas der Autonomen Gemeinschaft Canarias und ist in sieben Gemeinden gegliedert. Die Hauptstadt Lanzarotes ist Arrecife, die Landessprache Spanisch.
| Gemeinde      | Einwohner (2024) | Fläche km² | Dichte Einw./km² | Cod INE | Postleitzahl                                    |
| ------------- | ---------------- | ---------- | ---------------- | ------- | ----------------------------------------------- |
| Arrecife      | 68.169           | 24,28      | 2.808            | 35004   | 35500                                           |
| Haría         | 5.567            | 106,63     | 52               | 35010   | 35520, 35541–35543                              |
| San Bartolomé | 19.443           | 40,76      | 477              | 35018   | 38509, 38550                                    |
| Teguise       | 23.848           | 263,03     | 91               | 35024   | 35508, 35530, 35539, 35540, 35544, 35558, 35562 |
| Tías          | 21.462           | 64,32      | 334              | 35028   | 35510, 35571, 35572                             |
| Tinajo        | 6.865            | 135,78     | 51               | 35029   | 35560                                           |
| Yaiza         | 18.113           | 212,09     | 85               | 35034   | 35570                                           |
| Lanzarote     | 163.467          | 846,89     | 193              | –       | –                                               |

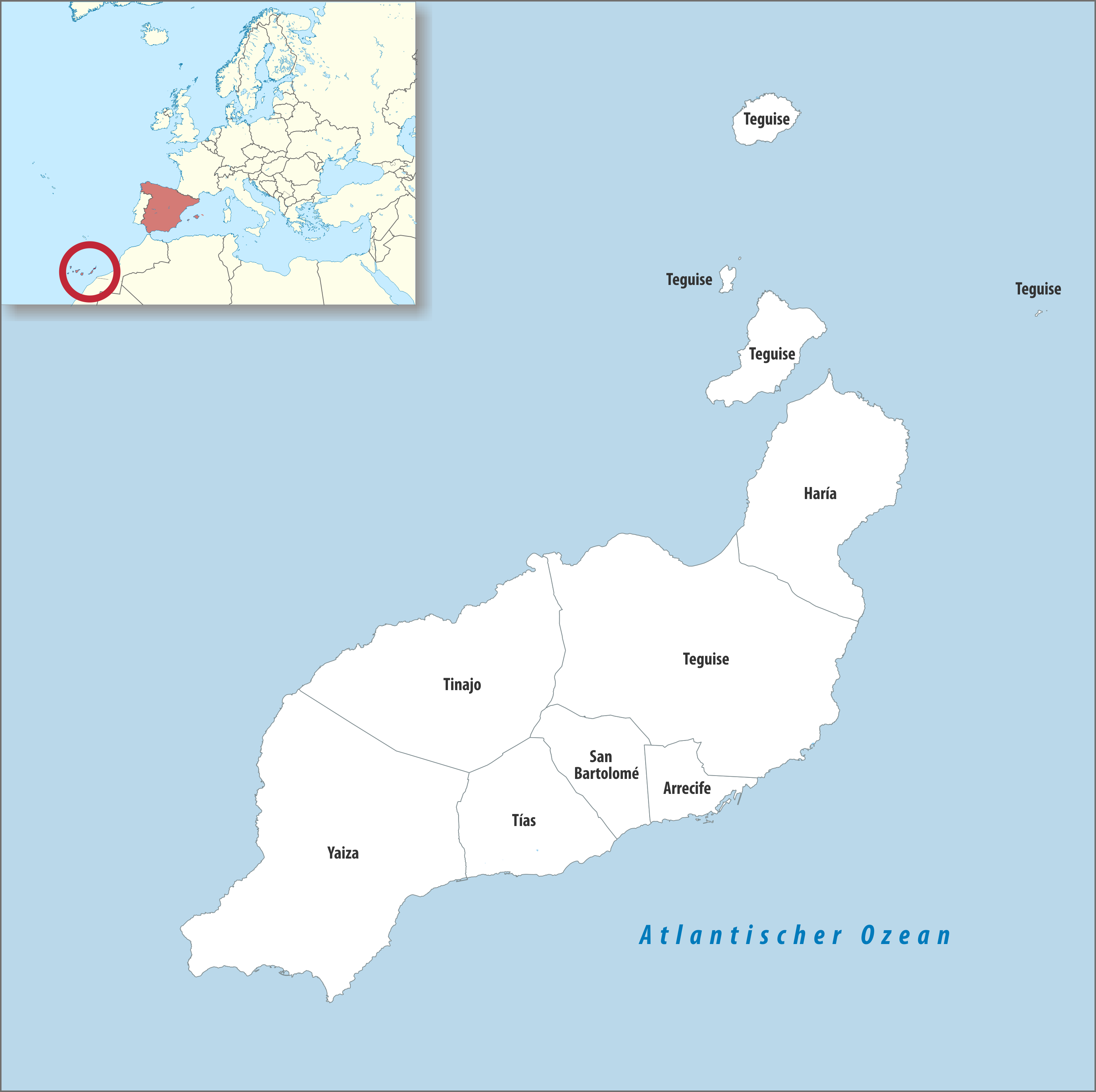
Gemeinden von Lanzarote

Lanzarote besitzt einen Inselrat/eine Inselregierung, den Cabildo Insular de Lanzarote, zu dessen Präsidentin bei den Kommunalwahlen vom 26. Mai 2019 María Dolores Corujo von der PSOE gewählt wurde. Die 23 Sitze des Inselrates sind seitdem wie folgt verteilt:
- neun Sitze: Partido Socialista Obrero Español
- acht Sitze: Coalición Canaria – Partido Nacionalista Canario
- vier Sitze: Partido Popular
- drei Sitze: Podemos Equo-sí se puede

## Geographie
Lanzarote misst von Nord (Punta Fariones) nach Süd (Punta Pechiguera) rund 58 Kilometer und in der größten Ost-West-Ausdehnung 34 Kilometer. Mit 845,94 km² hat die Insel einen Anteil von 11,29 Prozent an der Gesamtfläche der Kanaren. Südlich von Lanzarote liegt, durch die etwa 11,5 Kilometer breite Meerenge La Bocayna getrennt, die Insel Fuerteventura, und im Norden etwa 1 Kilometer entfernt der Chinijo-Archipel mit den kleinen Inseln La Graciosa, Montaña Clara, Alegranza, Roque del Oeste und Roque del Este. Von den insgesamt 213 Kilometern Küste sind 10 Kilometer Sand- und 16,5 Kilometer Kiesstrand, der Rest ist Felsküste. Auf der Insel gibt es zwei Gebirgszüge. Im Norden der Insel steigt das Famara-Massiv mit dem Gipfel Peñas del Chache auf 671 m an, und im Süden der Los Ajaches auf 608 m. Südlich des Famara-Massivs schließt sich die Sandwüste El Jable an, die das Famara-Massiv von den so genannten Feuerbergen (Montañas del Fuego) des Timanfaya-Nationalparks trennt. Im Timanfaya-Gebiet ereigneten sich zuletzt von 1730 bis 1736 und 1824 starke Vulkanausbrüche, die große Teile des fruchtbaren Ackerlandes und mehrere Dörfer und Gehöfte mit zusammen etwa 420 Häusern unter sich begruben. Der Rest der Insel ist durch eine Hügellandschaft mit markant aufragenden Vulkankegeln geprägt.

### Klima
Lanzarote liegt in der Passatzone, was dazu führt, dass auf der Insel ganzjährig frische Winde aus Nord bis Nordost wehen. Lanzarote besitzt ein ganzjährig mildes und niederschlagsarmes arides Klima, da die Passatwinde an der relativ flachen Insel meist nicht abregnen. Die Lufttemperatur liegt im Jahresdurchschnitt bei 20,5 °C. Der Monatsdurchschnitt beträgt im Januar 16,9 °C und im August 24,7 °C. Die Wassertemperatur des Atlantischen Ozeans schwankt durch das Aufquellen kalten Tiefenwassers vor der nordwestafrikanischen Küste und dem Kanarenstrom zwischen 17 °C im Winter und 22 °C im Sommer.

#### Klimatabelle
|                       | Jan  | Feb  | Mär  | Apr  | Mai  | Jun  | Jul  | Aug  | Sep  | Okt  | Nov  | Dez  |   |      |
| Mittl. Tagesmax. (°C) | 20,4 | 21,1 | 22,5 | 22,8 | 24,0 | 25,5 | 27,8 | 28,9 | 28,7 | 26,4 | 23,8 | 21,3 | ⌀ | 24,5 |
| Mittl. Tagesmin. (°C) | 13,4 | 13,5 | 14,2 | 14,5 | 15,8 | 17,7 | 19,6 | 20,4 | 20,2 | 18,4 | 16,5 | 14,5 | ⌀ | 16,6 |
|                       |      |      |      |      |      |      |      |      |      |      |      |      |   |      |
| Niederschlag (mm)     | 25   | 18   | 12   | 6    | 2    | 0    | 0    | 0    | 2    | 6    | 15   | 26   | Σ | 112  |
|                       |      |      |      |      |      |      |      |      |      |      |      |      |   |      |
| Sonnenstunden (h/d)   | 6,6  | 7,1  | 7,4  | 8,3  | 9,1  | 9,0  | 9,1  | 8,8  | 7,4  | 7,2  | 6,7  | 6,0  | ⌀ | 7,7  |
|                       |      |      |      |      |      |      |      |      |      |      |      |      |   |      |
| Regentage (d)         | 3    | 2    | 2    | 1    | 0    | 0    | 0    | 0    | 1    | 1    | 4    | 5    | Σ | 19   |
|                       |      |      |      |      |      |      |      |      |      |      |      |      |   |      |
| Wassertemperatur (°C) | 18   | 18   | 17   | 17   | 18   | 20   | 20   | 21   | 22   | 22   | 20   | 19   | ⌀ | 19,3 |
|                       |      |      |      |      |      |      |      |      |      |      |      |      |   |      |
| Luftfeuchtigkeit (%)  | 73   | 72   | 70   | 69   | 70   | 71   | 72   | 71   | 73   | 73   | 72   | 74   | ⌀ | 71,7 |

| 13,4 |

| 13,5 |

| 14,2 |

| 14,5 |

| 15,8 |

| 17,7 |

| 19,6 |

| 20,4 |

| 20,2 |

| 18,4 |

| 16,5 |

| 14,5 |

| 13,4 |

| 13,5 |

| 14,2 |

| 14,5 |

| 15,8 |

| 17,7 |

| 19,6 |

| 20,4 |

| 20,2 |

| 18,4 |

| 16,5 |

| 14,5 |

#### Niederschläge
Mit 112 Millimetern Niederschlag pro Jahr ist Lanzarote die trockenste der Kanarischen Inseln. 85 Prozent der Niederschläge fallen von Januar bis März. Die relative Luftfeuchtigkeit beträgt im Mittel 70 Prozent. Im gebirgigen Norden können mit bis zu 300 Millimetern pro Jahr deutlich mehr Niederschläge fallen als im Süden. Dort können die vom Atlantik kommenden nordöstlichen Passatwinde auf das Famara-Massiv mit dem höchsten Punkt von 671 m treffen, welches damit im untersten Bereich der Kondensationszone liegt. Die Passatwinde stauen sich nur bei starker Zirkulation und werden zum Aufstieg gezwungen. Die feuchte Atlantikluft kühlt während des Aufstiegs um 1 K (1 °C) pro 100 Meter ab (trockenadiabatische Abkühlung). Da die kühlere Luft jedoch weniger Wasserdampf speichern kann, die absolute Menge an Wasserdampf aber gleich bleibt, kondensiert der Wasserdampf, wenn die Sättigungsgrenze erreicht ist. Es entstehen Wolken beziehungsweise Nebel. Die Feuchtigkeit aus den Wolken reicht aus, um in diesem Gebiet Landwirtschaft in Form von Trockenfeldbau zu betreiben (siehe Absatz Landwirtschaft). Die Feuchtigkeit reicht ebenfalls aus, um im Tal der 1000 Palmen, in der Gegend um Haría, einen für Lanzarote ungewöhnlichen Anblick zu schaffen. Mit den vielen Palmen (kanarische Dattelpalme, Phoenix canariensis) und der besonders im Frühling üppigen Vegetation findet man in diesem Tal eine grüne Oase auf der ansonsten sehr vegetationsarmen Insel.

#### Wasserversorgung
Die Wasserversorgung stellte auf der niederschlagsarmen Insel schon immer ein Problem dar. Ursprünglich wurde der Niederschlag mittels großer befestigter Flächen (Eras oder auch Alcogidas genannt) gesammelt und in großen Zisternen (Ajibes) gespeichert. Diese Anlagen haben über Jahrhunderte menschliches Leben auf Lanzarote erst ermöglicht. Zwar haben die Eras und Ajibes mit der Einführung von Meerwasserentsalzungsanlagen und der Verfügbarkeit von Leitungswasser fast überall an Bedeutung verloren. Die Eras aus befestigten Flächen mit ihren teilweise eigenwilligen Außenformen an den Berghängen Lanzarotes prägen aber noch heute in manchen Regionen die Landschaft. Sie sind als Bauwerke landschaftsprägend und kulturhistorisch von Bedeutung.
In den 1950er Jahren wurden zusätzlich rund 25 Prozent des Wasserbedarfs durch wasserführende Stollen im Famara-Massiv gedeckt. Von den sieben wasserführenden Stollen wurden 1950 vier genutzt.

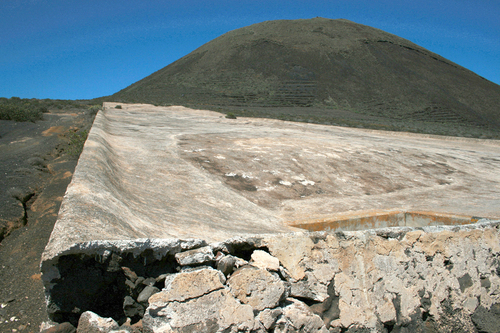
Regenwassersammler Acogida am Monte Corona

Durch den in den 1950er Jahren einsetzenden Tourismus stieg der Wasserbedarf auf Lanzarote sprunghaft an, zumal im Durchschnitt jeder Tourist auf den Kanaren pro Tag etwa 230 Liter Wasser verbraucht, die Einheimischen hingegen nur 138 Liter. Die wegen der steigenden Entnahme sinkenden Grundwasserstände führten zum Nachdrücken von schwererem Meerwasser und damit zu einer Versalzung des Grundwassers. Daher musste mit Tankschiffen Wasser von den Nachbarinseln Teneriffa und Gran Canaria auf die Insel transportiert werden.
1964 ging östlich von Arrecife die erste kommunale Anlage zur Meerwasserentsalzung in Betrieb (Lanzarote I), die später erweitert (Lanzarote V) und durch Anlagen in Punta de Los Vientos (Lanzarote III and Lanzarote IV) und Yaiza (Lanzarote II) ergänzt wurde. Die Meerwasserentsalzung bringt aufgrund des hohen Energiebedarfs beträchtliche ökologische Probleme mit sich. Der Strombedarf wird zwar durch Umkehrosmose gesenkt, kann aber nur teilweise durch Windkraftanlagen und Solaranlagen gedeckt werden, eine Nutzung der auf der Insel sehr oberflächennahen Geothermie findet bisher hierfür nicht statt. Die Gewinnung von Süßwasser auf Lanzarote erfordert daher weiterhin den Import von Erdöl.
In den 1970er Jahren schlug ein Projekt zur Speicherung des Regenwassers in einem Stausee, dem Presa de Mala bei dem Ort Mala, fehl.

#### Wetterphänomene
Auf Lanzarote wie auch auf den anderen Kanarischen Inseln kann es mehrmals im Jahr zu einer besonderen Wetterlage, Calima genannt, kommen. Sie entsteht, wenn über der Sahara Staubpartikel durch Sandstürme und starke Thermik bis in große Höhen transportiert werden. Mit südöstlichen Winden werden diese Aerosole dann weit auf den Atlantik hinaus transportiert. Während solcher Wetterlagen kann die Sichtweite auf der Insel bis auf wenige 100 Meter abnehmen. Die Luft ist dann mit Staub angereichert und der Himmel kann in einem unwirklichen Rot- bis Braunton erscheinen. Während dieser Wetterlage können die Temperaturen zeitweise auf über 40 °C ansteigen. Der hohe Gehalt an Aerosolen in der Luft kann dazu führen, dass der Luftverkehr eingestellt oder umgeleitet werden muss, da aufgrund der Topographie Lanzarotes Flugzeuge den Flughafen Arrecife (ACE) aus Norden nur mit ausreichender Pilotensicht anfliegen können. Von den Einheimischen wird dieser heiße Südostwind auch Levante genannt.

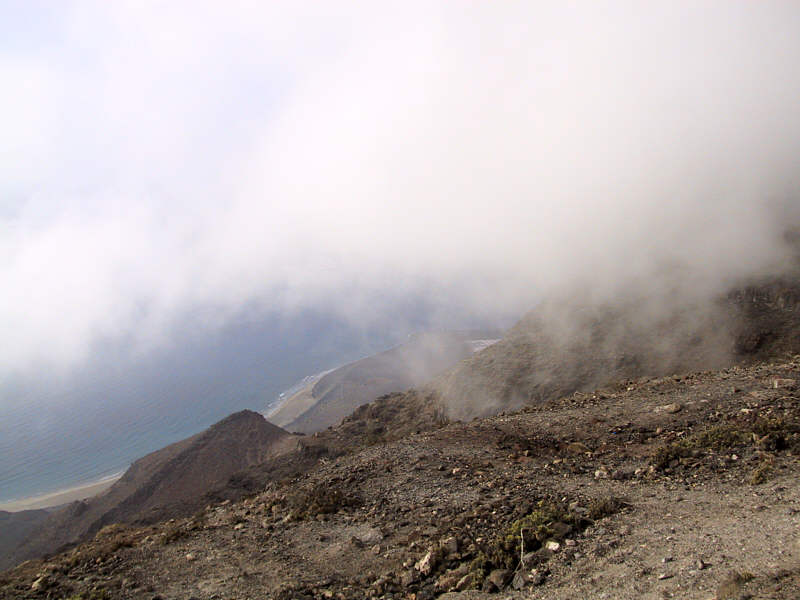
Wolkenkondensation am Famara-Massiv
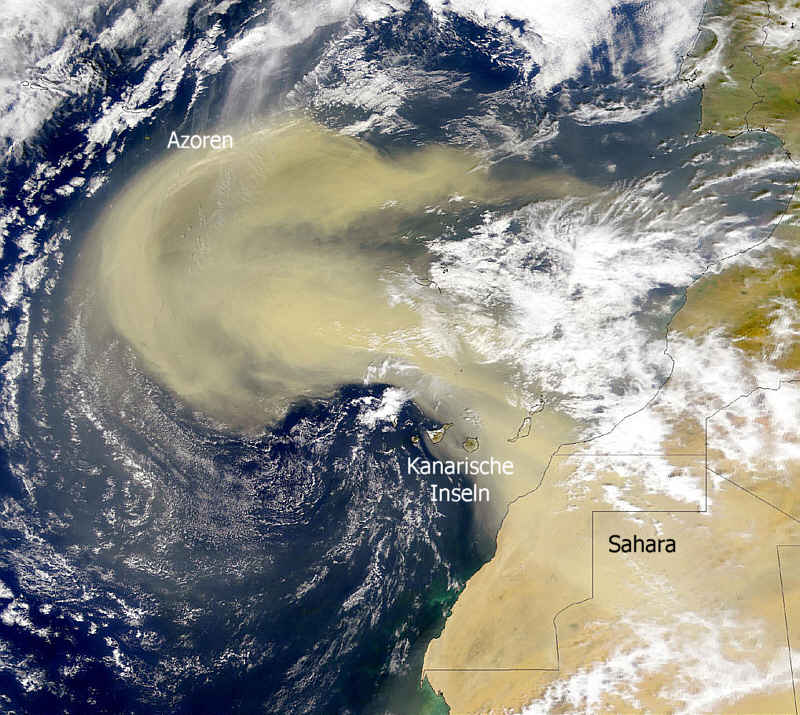
Sahara-Staub über den Kanarischen Inseln

## Geologie

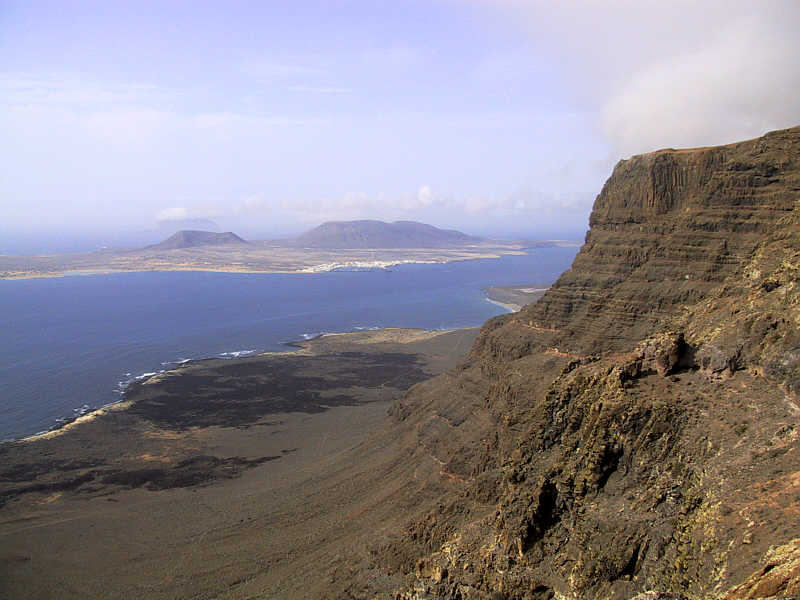
Steilküste des Famara-Massivs, im Hintergrund die Insel La Graciosa

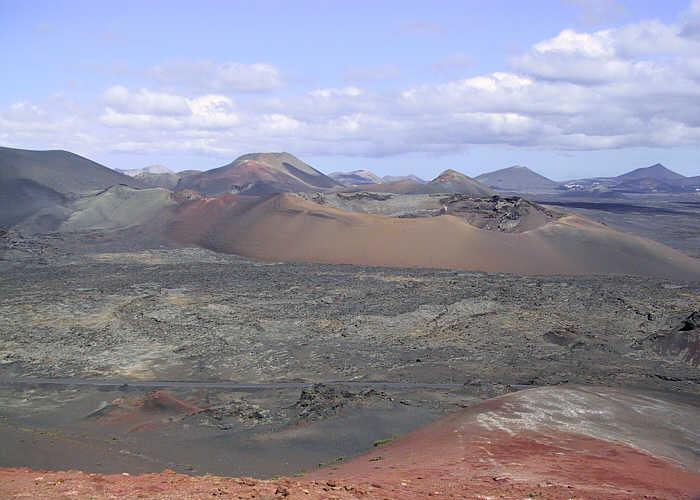
Timanfaya-Nationalpark

Lanzarote ist eine Insel vulkanischen Ursprungs. Vor rund 36 Millionen Jahren begannen wiederholte unterseeische Vulkanausbrüche den Sockel der Insel zu bilden. Diese Eruptionen entstanden als Erscheinungen von Intraplattenvulkanismus durch Kontinentaldrift und Hotspot-Vulkanismus (Ausführlicheres dazu im Artikel Kanarische Inseln). Vor 15,5 Millionen Jahren wuchs Lanzarote über die Meeresoberfläche hinaus. Das Geodynamische Labor Lanzarote erforscht die dazugehörigen terrestrischen, ozeanischen und atmosphärischen Phänomene.
Die Oberfläche Lanzarotes ist durch vier vulkanische Hauptphasen entstanden, die meist durch die Kalium-Argon-Datierung nachgewiesen sind:
- Phase 1: Hier entstanden das Famara-Gebirgsmassiv im Norden, der zweithöchste Gebirgszug Los Ajaches, der östliche Teil der Rubicón-Ebene sowie einzelne Vulkane bei Tías im Südosten. Diese Eruptionsphase fand vor 15,5 bis 3,8 Millionen Jahren statt, unterbrochen durch Zeiten, die von Erosion geprägt waren.
- Phase 2: Hier entstanden der westliche Teil der Rubicón-Ebene mit dem Montaña Roja, einige Vulkane im Inselinneren, sowie der Montaña de Guanapay bei Teguise und der Atalaya bei Haría im Norden. Diese eruptive Phase fand vor etwa vor 2,7 bis 1,3 Millionen Jahren statt.
- Phase 3: Hier gab es bis zu 100 Eruptionszentren, die sich vor etwa 730.000 bis 240.000 Jahren über die ganze Insel verteilt haben.
- Phase 4: Hier wird unterschieden: Die erste Eruptionsphase ließ vor gut 3.000 Jahren im Nordosten Lanzarotes das 30 Quadratkilometer große Malpaís de la Corona und damit auch die Cueva de los Verdes entstehen. Die zweite Eruptionsphase ereignete sich von 1730 bis 1736 und 1824, wobei über 23 Prozent der Fläche Lanzarotes mit etwa drei bis fünf Kubikkilometer neuer Lava aus etwa 30 neuen Vulkankratern bedeckt wurden. Diese Größenordnung ist hinsichtlich Dauer, eruptierter Lavamengen und Zusammensetzung der Laven (unter anderem Olivin-Basalt) in historischer Zeit weltweit eine der bedeutendsten nach den Eruptionen der Eldgjá (um 934) und der Laki-Krater (1783–84) in Island. Heute erstreckt sich auf einem Großteil dieses Gebietes der Timanfaya-Nationalpark. Der Geologe Leopold von Buch besichtigte die Insel 1815. Er erkannte, dass die meisten Ausbrüche aus einer einzigen langen Erdspalte kamen, die heute auf mindestens 14 km geschätzt wird,[10] und zitierte 1819 in einer Vorlesung vor der Preußischen Akademie der Wissenschaften[11] und 1825 in einer Übersichtsarbeit[12] aus dem Augenzeugenbericht des Pfarrers Andrés Lorenzo Curbelo.[13]

## Geschichte

### Erste Besiedlung
Nach der Radiokarbonmethode datierte Stücke der Fundstelle Buenavista weisen auf den Anfang des 1. Jahrtausends v. Chr. als Beginn der Besiedlung der Insel Lanzarote durch die Phönizier hin. Die Verbindung von fruchtbarem Boden und zeitweilig vorhandenen Wasserstellen führte dazu, dass einige Orte als bevorzugte Umgegend für die Ansiedlung einer Bevölkerung angesehen wurden, die durch Viehhaltung und Landwirtschaft ihren Lebensunterhalt erzielen konnte. Am Anfang muss es ein staatlich finanziertes Unternehmen gewesen sein, ein Kolonialisierungsprozess aus geostrategischen Gründen und zur landwirtschaftlichen Nutzung der Rohstoffe der Gegend. Es kann davon ausgegangen werden, dass Gruppen von nordafrikanischen Paleo-Berbern, die im Kontakt mit der Phönizischen Kultur Nordafrikas standen, die ersten Siedler waren. Der Kolonialisierungsprozess muss nach dem 6. Jahrhundert v. Chr. zusammen mit der Ausdehnung Karthagos verstärkt worden sein. Zur Zeitenwende kann der Beginn einer umfangreichen Ausnutzung des Gebietes der Insel beobachtet werden. Grundlage war das Inselmodell der landwirtschaftlichen Produktion mit dem Ziel, Güter wie z. B. Purpur, Meersalz und Garum herzustellen, die für den römischen Kulturkreis von Interesse waren. Plinius der Ältere weist auf Beziehungen des mauretanischen Königs Juba II., der unter römischer Oberherrschaft stand, zu den Kanarischen Inseln hin. Es wird angenommen, dass zu dieser Zeit weitere Siedler aus dem Bereich nördlich und südlich der Straße von Gibraltar auf die Inseln kamen. Die Anwesenheit der römischen oder romanisierten Seefahrer auf den Inseln endete nach der politisch-wirtschaftlichen Krise des Römischen Imperiums im 3. Jahrhundert n. Chr., als auch ein Teil der Provinz Mauretania Tingitana aufgegeben wurde. Das führte zum Ende von Purpurwerkstätten und Salinen an der marokkanischen Atlantikküste. Zu dieser Zeit gerieten die Kanarischen Inseln immer mehr in die Isolation. Das führte schließlich dazu, dass die Ureinwohner, die über keinerlei Kenntnisse des Schiffbaus und der Nautik verfügten, nicht einmal Verbindungen zwischen den Inseln unterhalten konnten.

### Zeit der isolierten Entwicklung
Auf der Insel Lanzarote entwickelte sich in der folgenden Zeit eine eigenständige Kultur. Die Ureinwohner der Kanareninsel Lanzarote waren die Majos. Da sie selbst keine schriftlichen Zeugnisse hinterlassen haben, sind die Kulturen der Altkanarier nur durch archäologische Funde und Berichte europäischer Seefahrer aus dem 14. und 15. Jahrhundert bekannt.

### Wiederentdeckung der Kanarischen Inseln im 14. Jahrhundert
Im 14. Jahrhundert gab es durch die Verwendung von Kompass, Astrolabium und Portolankarten bedeutende Fortschritte in der europäischen Schifffahrt. Besonders die Seefahrer der italienischen Handelszentren suchten einen neuen Weg nach Indien. Dabei wurde das Gebiet entlang der Westküste Afrikas neu erkundet. Im Rahmen dieser Entwicklung kam vermutlich zu Beginn des 14. Jahrhunderts Lancelotto Malocello auf die Insel Lanzarote. Es wird angenommen, dass er dort eine Handelsstation errichtete. Im Bericht Le Canarien über die Unterwerfung der Insel Lanzarote, der zu Beginn des 15. Jahrhunderts verfasst wurde, wird eine „Burg“ genannt, die „Lancelot Maloisel“ erbaut habe. In einer Portolankarte des mallorquinischen Kartografen Angelino Dulcert aus dem Jahr 1339 sind die Inseln Lanzarote, Lobos und Fuerteventura lagerichtig eingezeichnet. Lanzarote wird als „Insula de lanzarotus marocelus“ bezeichnet und die Fläche mit dem Wappen Genuas, der Heimat des Lancelotto Malocellos gefüllt.
Im Verlauf des 14. Jahrhunderts kam eine Vielzahl von Expeditionen von Genuesen, Portugiesen, Mallorquinern, Katalanen und Andalusiern auf die Insel, um Menschen zu fangen, die sie auf den Märkten im Mittelmeergebiet und auf der Iberischen Halbinsel als Sklaven verkauften. Von einem der Angriffe, dem des Gonzalo Pérez Martel, Herr von Almonaster, auf die Bevölkerung von Lanzarote im Jahr 1393 berichtet die Chronik Heinrichs III., dass Seeleute auf der Insel landeten und den König, die Königin und weitere 160 Personen als Gefangene nahmen.

### Unterwerfung der Majos durch Europäer
Am 1. Mai 1402 startete in La Rochelle eine Expedition unter der Leitung von Jean de Béthencourt und Gadifer de la Salle in Richtung der Kanarischen Inseln. Ziel des Unternehmens war die Schaffung eines Stützpunktes zur Gewinnung und zum Export der Flechte Roccella canariensis, die in Europa zu einem roten Farbstoff verarbeitet wurde. Damit der Handelsstützpunkt unabhängig von der Versorgung aus Europa arbeiten könnte, sollten französische Bauern und Handwerker als Kolonisten angesiedelt werden. Die Teilnehmer der Expedition waren daher neben wenigen Soldaten Bauern und Handwerker, von denen einige auch ihre Frauen mitgenommen hatten. Die Bekehrung der Ureinwohner zum Christentum war ein Ziel Béthencourts, das er sehr ernst nahm. Aus diesem Grund begleiteten die Geistlichen Jean Le Verrier und Pierre Bontier die Expedition. Sie verfassten zusammen die Urfassung der Chronik Le Canarien, die den Ablauf der Expedition darstellt. Ende Juli 1402 erreichte das Schiff die Südküste der Insel Lanzarote. An Bord waren zu der Zeit etwa 60 Personen, darunter zwei ehemalige Sklaven, die von Lanzarote nach Europa verschleppt worden waren. Sie sollten als Übersetzer und Vermittler tätig werden. Bei der Landung kam es zu keinerlei Feindseligkeiten. Jean de Béthencourt gelang es durch Verhandlungen mit Guadafrá, dem Oberhaupt der Majos, einen Vertrag abzuschließen, der es ihm erlaubte, eine Befestigungsanlage auf der Insel zu errichten. Als Gegenleistung sollte er die Majos vor Sklavenjägern schützen. Die Befestigungsanlage, das Castillo de Rubicón, bestand aus einem Wehrturm, Brunnen, wenigen Häusern und einer Kirche, die dem Heiligen Martial von Limoges gewidmet war.
Nach kurzem Aufenthalt auf der Insel wurde den Leitern der Expedition klar, dass die Ausrüstung und personelle Ausstattung für das Vorhaben, besonders wenn es auf die anderen Inseln ausgedehnt werden sollte, unzureichend waren. Daher reiste Jean de Béthencourt nach Kastilien, um dort, durch die Vermittlung eines Verwandten, Robín de Bracamonte, der Botschafter des Königs von Frankreich am kastilischen Hof war, Unterstützung von König Heinrich III. zu erhalten. Vorbedingung für die Hilfe war, dass Jean de Béthencourt sich der Oberherrschaft des kastilischen Königs unterstellen und einen Vasalleneid auf ihn ablegen musste. In der Folge war die begonnene Expedition auf den Kanarischen Inseln ein Unternehmen der Krone von Kastilien. Jean de Béthencourt erhielt den Titel eines „Señor de las islas Canarias“ (Herr der Kanarischen Inseln).
Durch die Bulle „Romanus pontifex“ schuf Papst Benedikt XIII. am 7. Juli 1404 das Bistum Rubicón. Da der Bischofssitz grundsätzlich in einer Stadt sein musste, nach der auch das Bistum benannt wurde, erklärte man das Castillo de Rubicón zur Stadt. Die 13,5 × 7 m große Kirche San Marcial war die Kathedrale. Nach der Eroberung der Insel Gran Canaria wurde der Bischofssitz im Jahr 1485 nach Las Palmas de Gran Canaria verlegt.

### Herrschaft der Señores
Nach der Unterwerfung der Bevölkerung der Inseln Fuerteventura und El Hierro und vergeblichen Versuchen der Eroberung anderer Inseln verließ Jean de Béthencourt im Dezember 1405 die Inselgruppe und beauftragte seinen Neffen Maciot de Béthencourt mit der Herrschaft über die Inseln. Der übertrug am 15. November 1419 die herrschaftlichen Rechte an den Kanarischen Inseln im Namen von Jean de Béthencourt unwiderruflich an den Grafen von Niebla, Enrique de Guzmán. Maciot de Béthencourt wurde von dem Grafen in seiner Stellung als Hauptmann und Gouverneur der Inseln bestätigt. Nach Streitigkeiten zwischen Maciot de Béthencourt und den neuen Herren der Insel Lanzarote besetzten 1448 portugiesische Truppen die Insel. Nach Aufständen aller Teile der Bevölkerung zog der portugiesische Prinz Heinrich der Seefahrer seine Truppen 1450 von der Insel ab.
Im Jahr 1452 erbte Inés Peraza de las Casas die Herrschaftsrechte auf der Insel, die sie, der damaligen Tradition entsprechend, bis zu dessen Tod zusammen mit ihrem Ehemann Diego García de Herrera y Ayala ausübte. Diese Besitz- und Herrschaftsrechte wurden im Jahr 1477 durch die Königin Isabella I. und König Ferdinand V. von Kastilien ausdrücklich bestätigt. Nach dem Tod Inés Perazas im Jahr 1503 übernahm ihr Sohn Sancho de Herrera praktisch die Herrschaft auf der Insel. Seine Nachkommen blieben bis zur Abschaffung der Feudalherrschaft im 19. Jahrhundert Herren von Lanzarote.

### Naturkatastrophen im 18. und 19. Jahrhundert

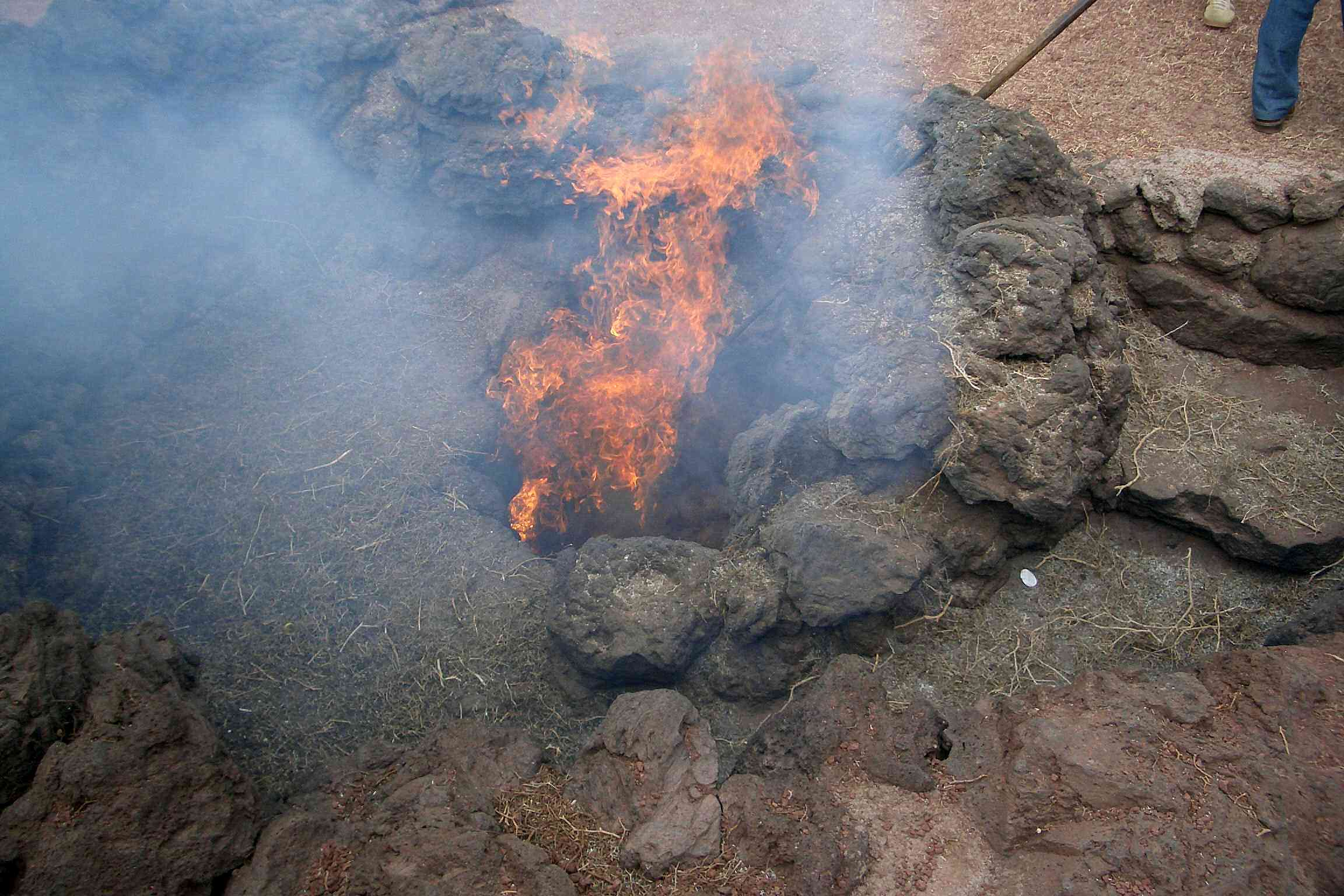
Die unterirdische Hitze des Timanfaya-Vulkans reicht noch heute aus, um einen Heuballen zu entzünden

Zu Beginn des zweiten Teils der vierten Hauptphase der vulkanischen Aktivitäten auf Lanzarote kam es ab dem 1. September 1730 zu schweren Vulkanausbrüchen. Es bildeten sich auf einer Strecke von 18 Kilometern schließlich insgesamt 32 neue Vulkane. Die Ausbrüche wurden durch Andrés Lorenzo Curbelo, Pfarrer von Yaiza, der mit Ausnahme von drei Monaten auf der Insel blieb, in einem 1744 in endgültiger Fassung abgeschlossenen, aber nur in Form der Auszüge durch den Geologen von Buch erhaltenen Bericht dokumentiert. Sie dauerten nach Curbelos Angabe bis April 1736, nach den Akten der Inselverwaltung vielleicht nur bis Mai 1735. Am Ende hatten Lava und feste Auswürfe rund ein Viertel der Insel unter sich begraben, darunter die fruchtbarsten Böden der Insel. Auch von den 1.077 Haushalten waren über 200 direkt betroffen, mehrere Gehöfte und Dörfer wie etwa Santa Catalina, Tingafa, Mancha Blanca und Chimanfaya (heute Timanfaya) wurden völlig zerstört, viele andere von den Auswürfen der Vulkane beschädigt, so San Bartolomé, Conil, Masdache und Montaña Blanca. Das Gebiet mit den zusammenhängend meisten Vulkanen erhielt den Namen Montañas del Fuego (Feuerberge).
Vor 1730 hatte Lanzarote Weizen, Gerste und anderes Getreide in Überschuss produziert, es über Jahre hinweg eingelagert und damit als „Kornkammer“ des Archipels andere kanarische Inseln versorgt. Da die Inselführung befürchtete, keine Arbeitskräfte mehr zur Verfügung zu haben, war es den Inselbewohnern anfangs unter Androhung von Strafe verboten, die Insel zu verlassen. Bald aber reichte die Produktion selbst für die eigene Versorgung nicht mehr aus und es kam Ende 1731 erneut zu schweren Vulkanausbrüchen. Der Hälfte der Bevölkerung wurde es daher erlaubt, auf die Nachbarinseln Gran Canaria, Fuerteventura und Teneriffa auszuwandern.
1768 kam es zu einer Dürrekatastrophe, nachdem die Winterniederschläge mehrere Jahre lang ausblieben. Die Dürre forderte zahlreiche Tote, viele Bewohner wanderten auf die Nachbarinseln oder nach Kuba und Amerika aus.
Im Jahre 1824 kam es zum Abschluss der vierten vulkanischen Hauptphase zu einem erneuten Vulkanausbruch im Bereich von Tiagua, der aber bei weitem nicht so folgenreich war wie die Ausbrüche in den Jahren 1730 bis 1736. 1974 wurde der Nationalpark Timanfaya gegründet.

## Natur

### Flora

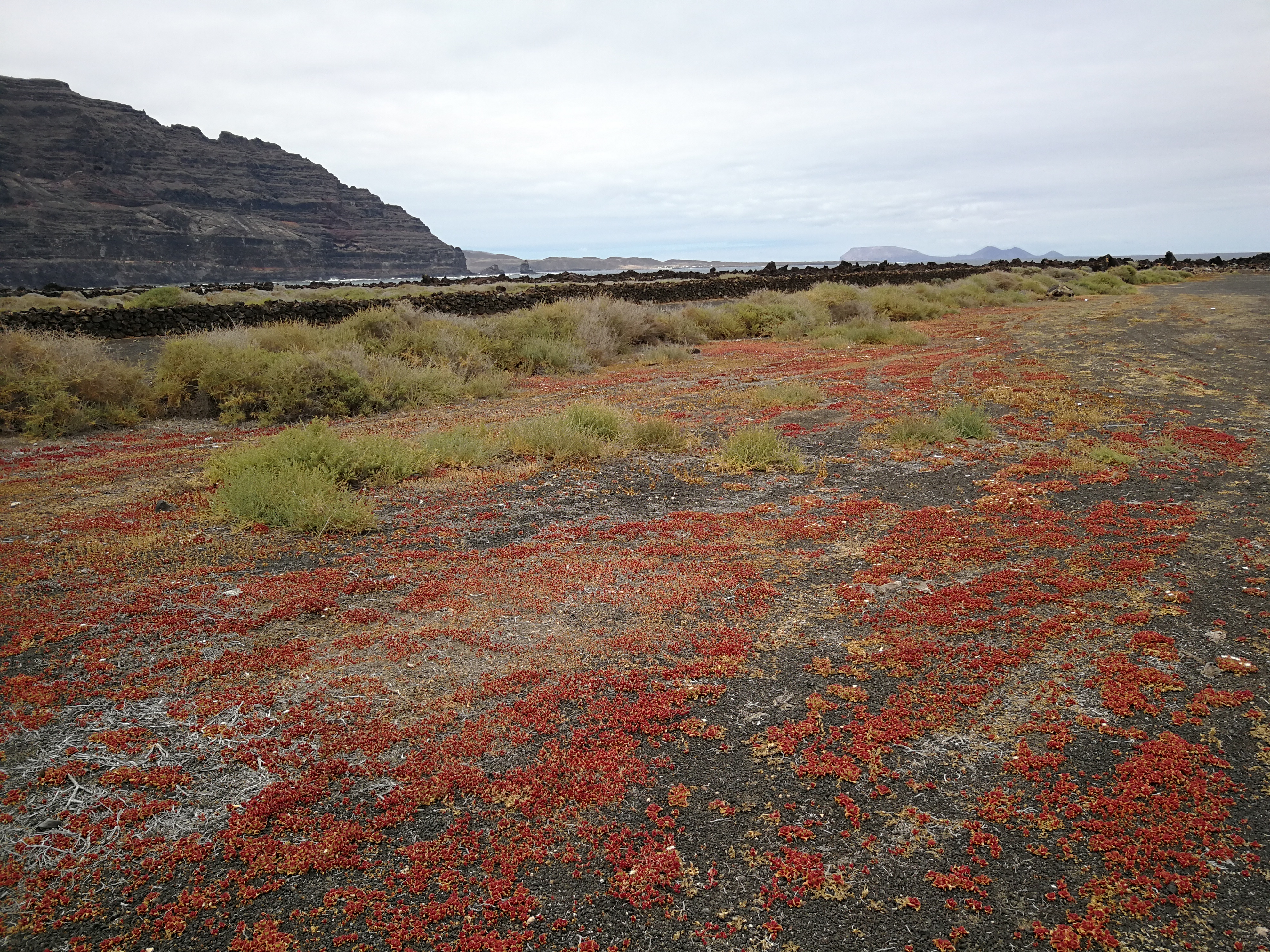
Karge Flora im Norden nahe Órzola

Lanzarote ist eine der sieben Hauptinseln der Kanaren und gehört somit in der Vegetationskunde zur Kanarischen Flora innerhalb der Makronesischen Region. Die Insel besitzt aufgrund der geringen Niederschläge eine karge Flora. Es herrschen hier vornehmlich wasserspeichernde (Sukkulenten), gegen Trockenheit resistente (Xerophyten) und salztolerante Gewächse (Salzpflanzen) vor. Insgesamt sind rund 570 Arten auf der Insel anzutreffen, darunter einheimische und eingeschleppte, aber auch 13 endemische Arten, die nur auf Lanzarote, und weitere 55 Arten, die nur auf den Kanarischen Inseln vorkommen.
Flechten als niedere Pflanzen beginnen mit der Besiedlung des jungen Lavagesteins. Bisher wurden 180 unterschiedliche Flechten gezählt. Sie leiten die Sukzession ein, bereiten also die Besiedelung mit höheren Pflanzenarten vor. Vielerorts wachsen Euphorbien (Wolfsmilchgewächse, auf den Inseln tabaiba genannt) und der Strauch-Dornlattich, ein aulaga genannter genügsamer Dornenstrauch, der an den Küsten Lanzarotes zu den am häufigsten vertretenen Pflanzen zählt. Diese Pflanzen haben sich an die Wasser- und Nährstoffarmut angepasst.
Im feuchteren Norden ist die Artenvielfalt größer. Hier findet man die Kanarische Dattelpalme (Phoenix canariensis), verschiedene Farnarten, Kanarische Kiefern (Pinus canariensis) und vereinzelt den wilden Ölbaum (Olea europaea). Nach den winterlichen Regenfällen erwacht im Februar und März die Vegetation im Norden und verwandelt die karge Landschaft in eine blühende. In der Vergangenheit sollen Lorbeerwälder die Hochflächen des Risco de Famara bedeckt haben.

### Fauna

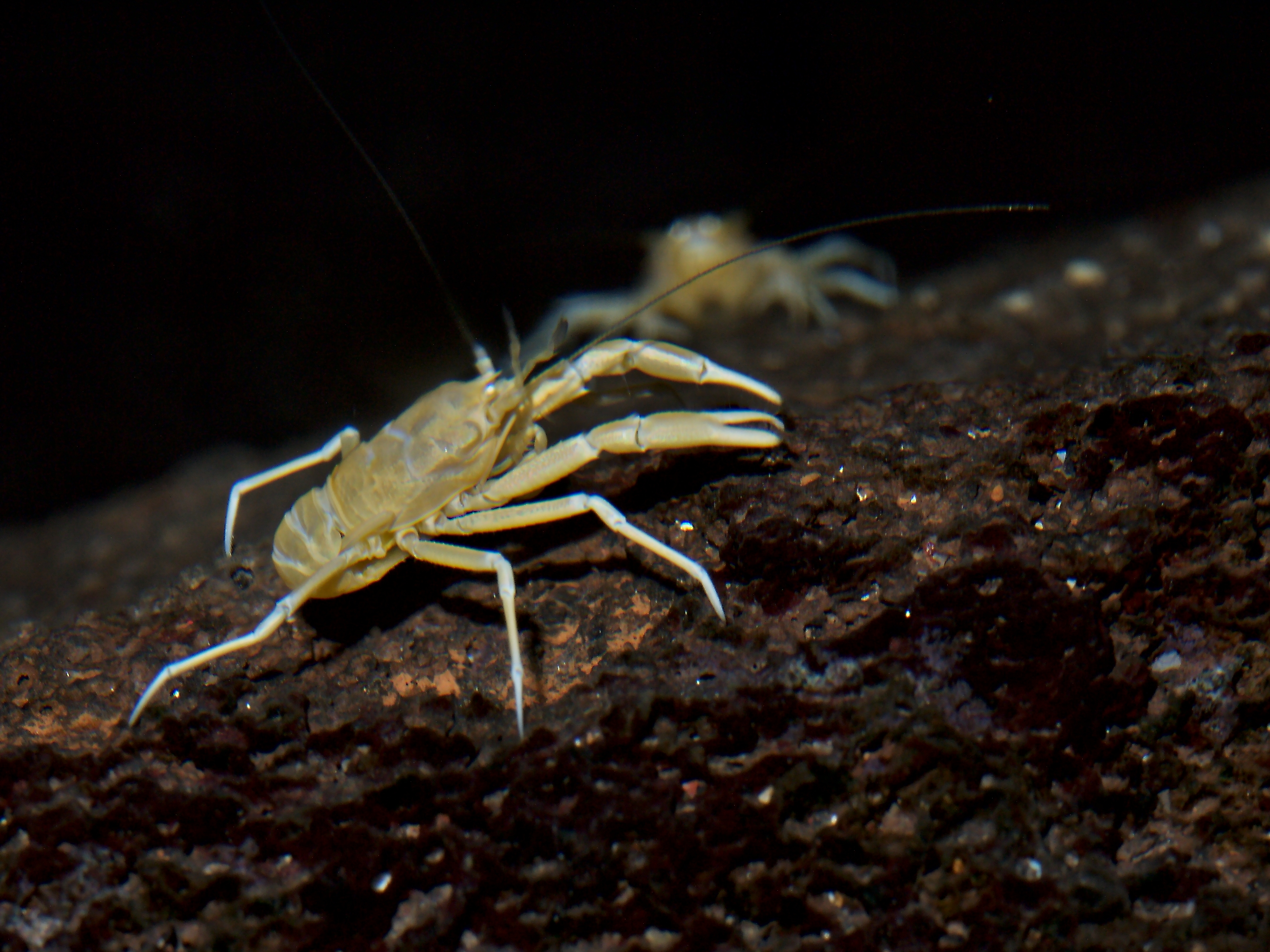
Besonderheit: Der Albinokrebs (Munidopsis polymorpha)

Die meisten Säugetiere (außer Fledermäusen) gelangten vermutlich durch den Menschen auf die Insel. Darunter auch Dromedare, die als Arbeits- und Lasttiere gefragt waren, da sie perfekt an die Umweltbedingungen angepasst waren. Heute werden diese Tiere hauptsächlich im Tourismus eingesetzt.
1985 wurde auf Fuerteventura die Kanaren-Spitzmaus (Crocidura canariensis) entdeckt und 1987 als eigene Art beschrieben. Diese Spitzmausart wurde nachfolgend auch auf Lanzarote und zwei der Hauptinsel vorgelagerten unbewohnten Eilanden nachgewiesen.
Die Vogelwelt umfasst rund 35 Arten, darunter der seltene Eleonorenfalke, aber auch Falken und Gelbschnabelsturmtaucher.
Unter den Reptilien findet sich eine endemische Unterart, die Ostkanareneidechse (Gallotia atlantica subsp. atlantica), die vornehmlich im Inselnorden vorkommt.
Eine Besonderheit ist der lediglich ein bis zwei Zentimeter große Albinokrebs (Munidopsis polymorpha, Ordnung Remipedia), der in der unterirdischen Lagune von Jameos del Agua vorkommt.  Dieser Krebs lebt normalerweise in einer Wassertiefe von mehreren tausend Metern.

## Infrastruktur
Nahe der Inselhauptstadt Arrecife liegt der Flughafen Lanzarote. Hier landen die Charterflugzeuge, hauptsächlich mit Touristen aus dem Vereinigten Königreich, Deutschland und Irland. Des Weiteren wird regionaler Flugverkehr, hauptsächlich mit Binter Canarias, zu den anderen Inseln des Archipels betrieben.
Der Seehafen Puerto de Arrecife, Los Mármoles genannt, ist der wichtigste Umschlagplatz von Versorgungsgütern für die Insel. Von hier aus gibt es auch Fährverkehr nach Las Palmas de Gran Canaria, Santa Cruz de Tenerife und Cádiz auf dem spanischen Festland. Zwei weitere Fährlinien der Unternehmen Naviera Armas und Fred Olsen verkehren mehrmals täglich von Playa Blanca im Süden der Insel aus zur benachbarten Insel Fuerteventura. Seit 2004 wird Fuerteventura auch fünfmal wöchentlich mit einer Personenfähre von Puerto del Carmen aus angefahren.
Alle Orte der Insel sind durch ausgebaute Straßen erreichbar. Die Straße LZ-2 ist zwischen dem Flughafen und Arrecife sowie zwischen Yaiza und Playa Blanca autobahnähnlich angelegt. Von 1988 bis 1996 war der Autobestand Lanzarotes um 65 Prozent angestiegen. Damit gibt es etwa 800 Fahrzeuge pro 1000 Einwohner (Stand: 2006), also weit über EU-Durchschnitt. Im Jahre 2016 wurde der Ausbau der Umgehungsstraße LZ-3 um die Hauptstadt Arrecife fertiggestellt, was eine bessere Verbindung zwischen dem Flughafen und dem Inselnorden zur Folge hat.

## Wirtschaft und Tourismus
Industrieansiedlungen gibt es auf Lanzarote so gut wie nicht. Größere Betriebe sind neben einem Elektrizitätswerk und einer Ölraffinerie einzig Meerwasserentsalzungsanlagen. Auch Landwirtschaft spielt lediglich eine untergeordnete Rolle. Hauptwirtschaftszweig ist der Tourismus, ein beträchtlicher Teil der Urlauber kommt in großen Pauschalhotels mit All inclusive oder Halbpension unter. 

### Tourismus

#### Bade-, Natur- und Kulturtourismus
Jährlich besuchen etwa 2,5 bis 3 Millionen Feriengäste Lanzarote. An der Ostküste konzentriert sich der Tourismus in den beiden großen Badeorten Puerto del Carmen und Costa Teguise, im Süden in Playa Blanca, das mit den nahe gelegenen Papagayo-Stränden mit einem der schönsten Strandreviere der Kanaren aufwarten kann und zugleich eines der sonnensichersten Orte der Insel ist.
Abseits der Strände sind das vom Vulkanismus geprägte Landschaftsbild und die von dem Künstler César Manrique geschaffenen Sehenswürdigkeiten die größten Anziehungspunkte der Insel. Im Nationalpark Timanfaya werden jedes Jahr mehr als 500 000 zahlende Besucher gezählt. Auch die Lavagrotten Jameos del Agua sowie der Aussichtspunkt Mirador del Río ziehen Hunderttausende von Besuchern an. 

#### Aktiv- und Wandertourismus

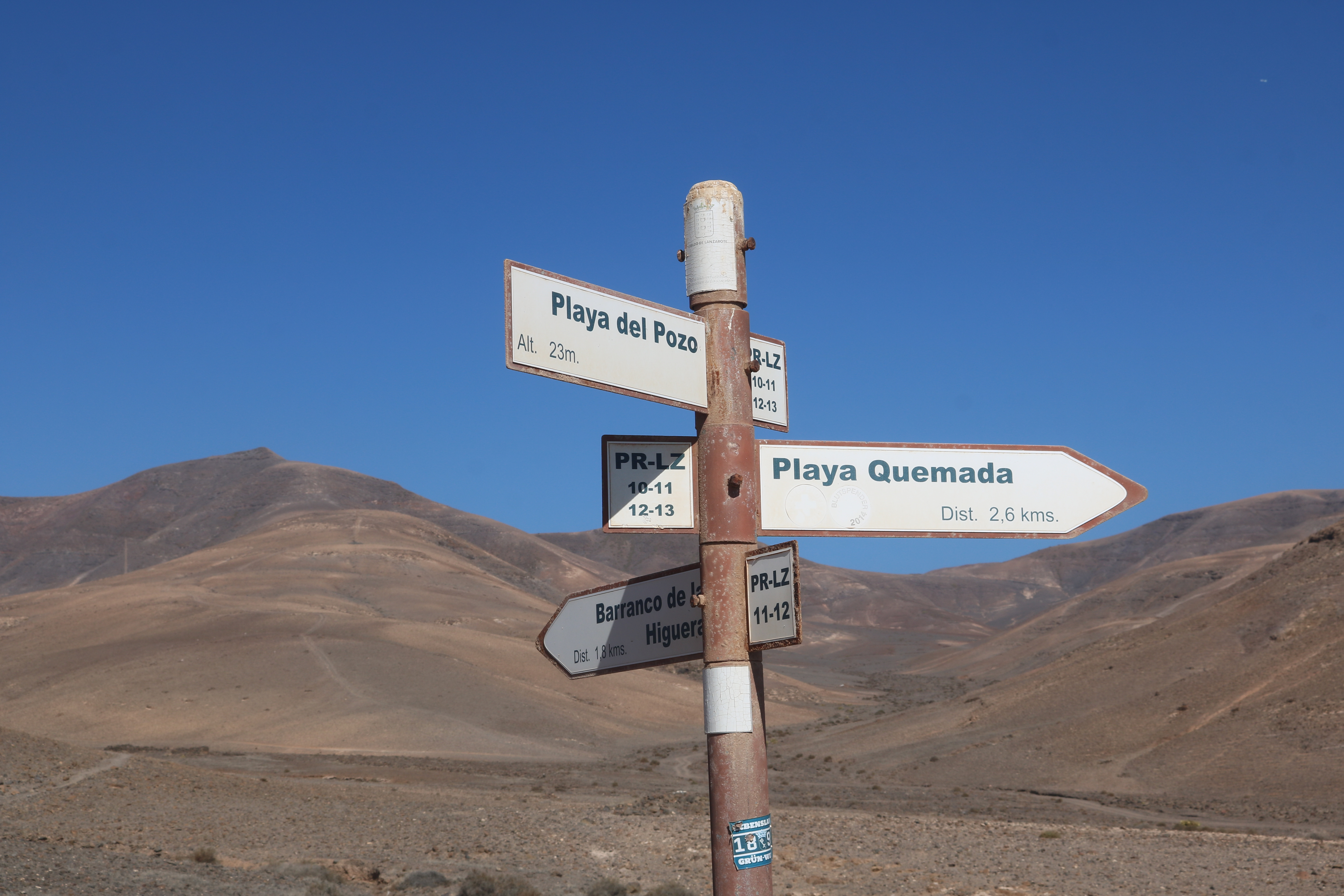
Wanderschilder in den Ajaches-Bergen

Neben Wassersportarten (Tauchen, Wind- und Kitesurfen, Wellenreiten) ist auch das Radfahren weit verbreitet, im Hinterland der Küsten laden ruhige Nebenstraßen zu Touren ein. Verleihstationen für Mountainbikes und Rennräder gibt es in allen größeren Touristenorten, es werden auch organisierte Touren angeboten. Eine der größten Sportveranstaltungen ist der jährlich im Mai veranstaltete Ironman Lanzarote.
Das Wandern wird auf Lanzarote immer populärer. Wanderziele sind vor allem Vulkankrater und Calderen sowie Touren durch die ausgeglühte Vulkanlandschaft. Im Nationalpark Timanfaya ist das Wandern auf eigene Faust bis auf wenige Ausnahmen nicht gestattet. Frei zugänglich sind dagegen Gipfelziele wie Monte Corona und Los Helechos im Norden, Caldera Blanca im Naturpark Los Volcanes sowie das Bergland von Los Ajaches im Süden, das u. a. mit Atalaya de Femés, Pico de Naos und Hacha Grande etliche zu besteigende Berge bereithält. Aus botanischer Sicht sind Touren durch den Barranco de Tenegüime nahe Guatiza und der Aufstieg von Haría durch den Barranco de Elvira Sánchez zum Mirador del Bosquecillo interessant.
Weitwanderer können auf dem Camino Natural de Lanzarote (GR 131) in fünf Tagesetappen von Orzola im Norden bis nach Playa Blanca im Süden wandern.

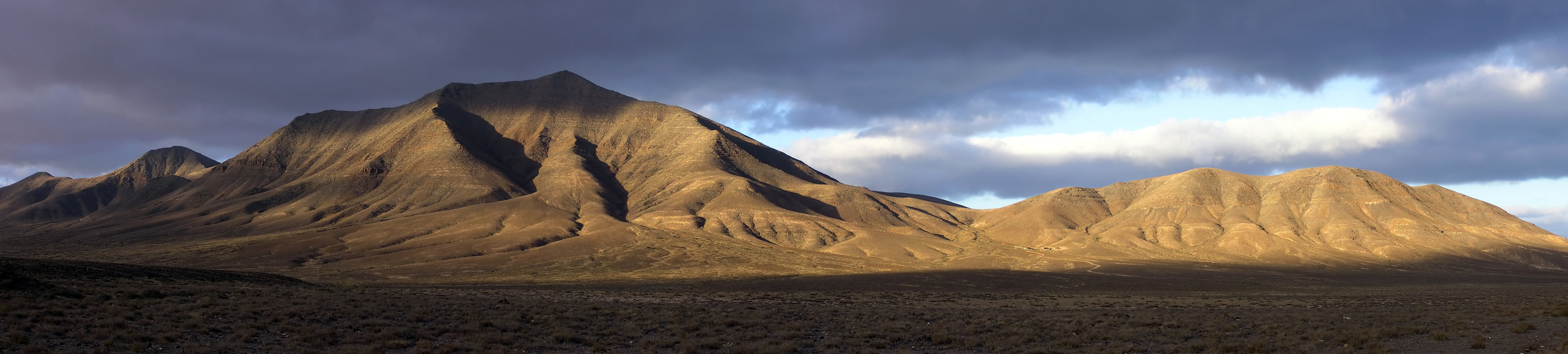
Wanderziel: Der 562 Meter hohe Hacha Grande von der Rubicón-Ebene gesehen

### Landwirtschaft

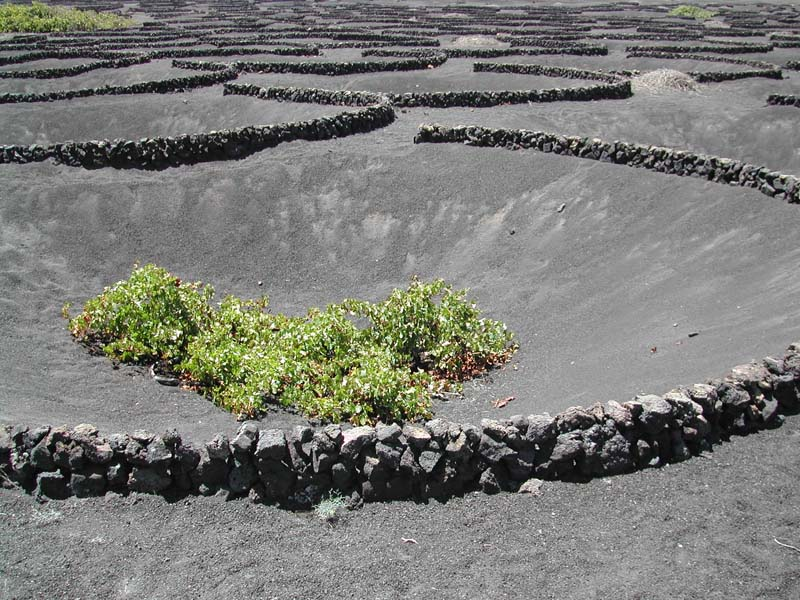
Traditionelle Anbaumethode im Weinanbaugebiet La Geria

Wichtigste landwirtschaftliche Sparte auf Lanzarote ist der Weinanbau. Wein wird auf Lanzarote (siehe hierzu auch den Artikel Lanzarote (Weinbaugebiet)) auf etwa 2300 Hektar angebaut. Die bedeutendsten Rebsorten sind der rote Listán Negro und Negramoll. Weißweine werden aus Listán Blanco, Malvasia, Moscatel und Diego hergestellt. Das Weinanbaugebiet La Geria ist ein Naturschutzgebiet und für seine traditionelle Anbaumethode auf Lapilli bekannt (spanisch enarenado natural). Die teilweise meterdicke dunkle Lapillischicht (Vulkanasche, auch Picón genannt) wird nutzbar, da sie tagsüber aufheizt und nachts Feuchtigkeit aus der Luft aufsaugt. Da nur sehr wenig Niederschläge fallen, kann so das Wasser gespeichert werden. In La Geria gibt zwischen den Ortschaften Mozaga und Masdache die Bodegas El Grifo mit eigenem Weinmuseum.
Trockenfeldbaus ist vornehmlich im zentralen und nördlichen Teil der Insel verbreitet. Ein frühes Beispiel dieser Anbaumethode sind die Opuntienfelder um Guatiza, auf denen ab dem 19. Jahrhundert, in kleinerem Umfang bis ins 21. Jahrhundert, Schildläuse zur Herstellung des Karminfarbstoffs gezüchtet wurden.
Man hat meist künstlich etwa 15 cm dicke Lapillischichten auf fruchtbaren Boden aufgebracht (spanisch enarenado artificial). So werden heute hauptsächlich Kartoffeln, Zwiebeln, Mais, Knoblauch, Tomaten und Luzerne angebaut. Eine weitere Art des Trockenfeldbaus sind die Sandkulturen in und am Rande der Tiefebene El Jable, die sich unterhalb des Famaramassivs ins Landesinnere erstreckt. Im Wesentlichen werden hier auf etwa 1000 Hektar Süßkartoffeln, Melonen, Kürbisse, Tomaten und Gurken auf einer dünn mit Lapilli bedeckten Sandfläche angebaut. Die Erträge sind hier allerdings etwas geringer. Die landwirtschaftlichen Nutzflächen sind rückläufig, da sich die Nutzung immer weniger lohnt.
Als Nutztier werden hauptsächlich Ziegen gehalten, aus deren Milch Ziegenkäse in verschiedenen Reifungsgraden hergestellt wird. 

## Persönlichkeiten
- Der Künstler César Manrique (1919–1992) trug entscheidend zur Gestaltung der Insel bei. Manrique erreichte 1968 beim befreundeten Präsidenten der Inselverwaltung Pepin Ramírez, dass kein Gebäude auf der Insel höher als drei Stockwerke – der Höhe einer ausgewachsenen Palme – gebaut werden durfte. Damit sollte auf Lanzarote den Auswüchsen des Massentourismus vorgebeugt werden. Die Gestaltung der Häuser sah außerdem vor, diese generell weiß zu streichen und in Fischerorten die Fensterläden, Türen und Gartenzäune blau und in landwirtschaftlichen Gegenden grün abzusetzen. Lange Zeit gab es nur ein einziges Hochhaus in der Hauptstadt Arrecife, welches bereits stand, bevor die entsprechenden Gesetze griffen. Noch zu Lebzeiten Manriques hat sich die Lage verändert, sodass ab den 1980er Jahren in den großen Ferienzentren Costa Teguise, Puerto del Carmen und Playa Blanca höhere Gebäude errichtet wurden.[49]

- In Tías wohnte ab 1993 der portugiesische Nobelpreisträger für Literatur José Saramago. Nach seinem Tod im Jahr 2010 wurde sein ehemaliges Wohnhaus der Öffentlichkeit als Museum zugänglich gemacht. Der Dichter fühlte sich stark mit seiner neuen Wahlheimat verbunden.[50]

## Kunst
In der Fundación César Manrique sind neben den permanent ausgestellten Werken aus dem Nachlass des Künstlers César Manrique in temporären Ausstellungen auch internationale Künstler zu sehen, deren inhaltlicher Schwerpunkt im Thema „Kunst und Natur“ liegen. Die Fundación César Manrique liegt nördlich von Arrecife an der Landstraße LZ 34, nahe bei Tahiche.
Ein weiteres Ausstellungsgebäude für Wechselausstellungen der Fundación, die Sala Saramaro, befindet sich an der Plaza de la Constitución in Arrecife. Ebenfalls in Arrecife liegt das Museo Insular de Arte Contemporáno (MIAC) im Castillo San José, nahe dem Hafen in der Avenida de Naos.

## Sehenswürdigkeiten
- El Golfo, ein halb im Meer versunkener Krater mit einer Lagune
- Montañas del Fuego, Feuerberge im Timanfaya-Nationalpark
- Papagayo-Strände
- Salinas de Janubio, Meerwassersaline
- Jameos del Agua, ein Kunstwerk César Manriques in Lavahöhlen
- Los Hervideros, durch Erosion entstandene, sogenannte „Kochlöcher“ an der südlichen Lavaküste
- Mirador del Río, ein Aussichtspunkt im Norden der Insel, gestaltet von César Manrique
- Cueva de los Verdes, einer der längsten Lavatunnel der Welt, in Teilen für den Tourismus erschlossen
- La Geria, das Weinanbaugebiet der Insel
- LagOmar ist ein in vulkanischem Steinbruch eingebettetes Anwesen in Nazaret. Manrique gestaltete gemeinsam mit Jesús Soto das Anwesen, das Omar Sharif im Bridge-Spiel verlor.
- Jardín de Cactus, ein Kakteengarten, angelegt und entworfen von César Manrique und Jesús Soto in Guatiza
- Fundación César Manrique, eine Stiftung mit Museum in Tahiche
- Museum Wohnhaus César Manrique in Haría
- Castillo de Santa Barbara in Teguise
- Castillo de San Gabriel sowie das Castillo de San José in Arrecife
- Bauernmuseum in Tiagua
- Monumento al Campesino, Bauerndenkmal San Bartolomé
- „Tropical Park“, Vogelpark bei Guinate (dauerhaft geschlossen)
- „Tal der Tausend Palmen“ bei Haría
- Quesera de Zonsamas und Quesera de Bravo, Artefakte der vorspanischen Bevölkerung

Auswahl der Sehenswürdigkeiten
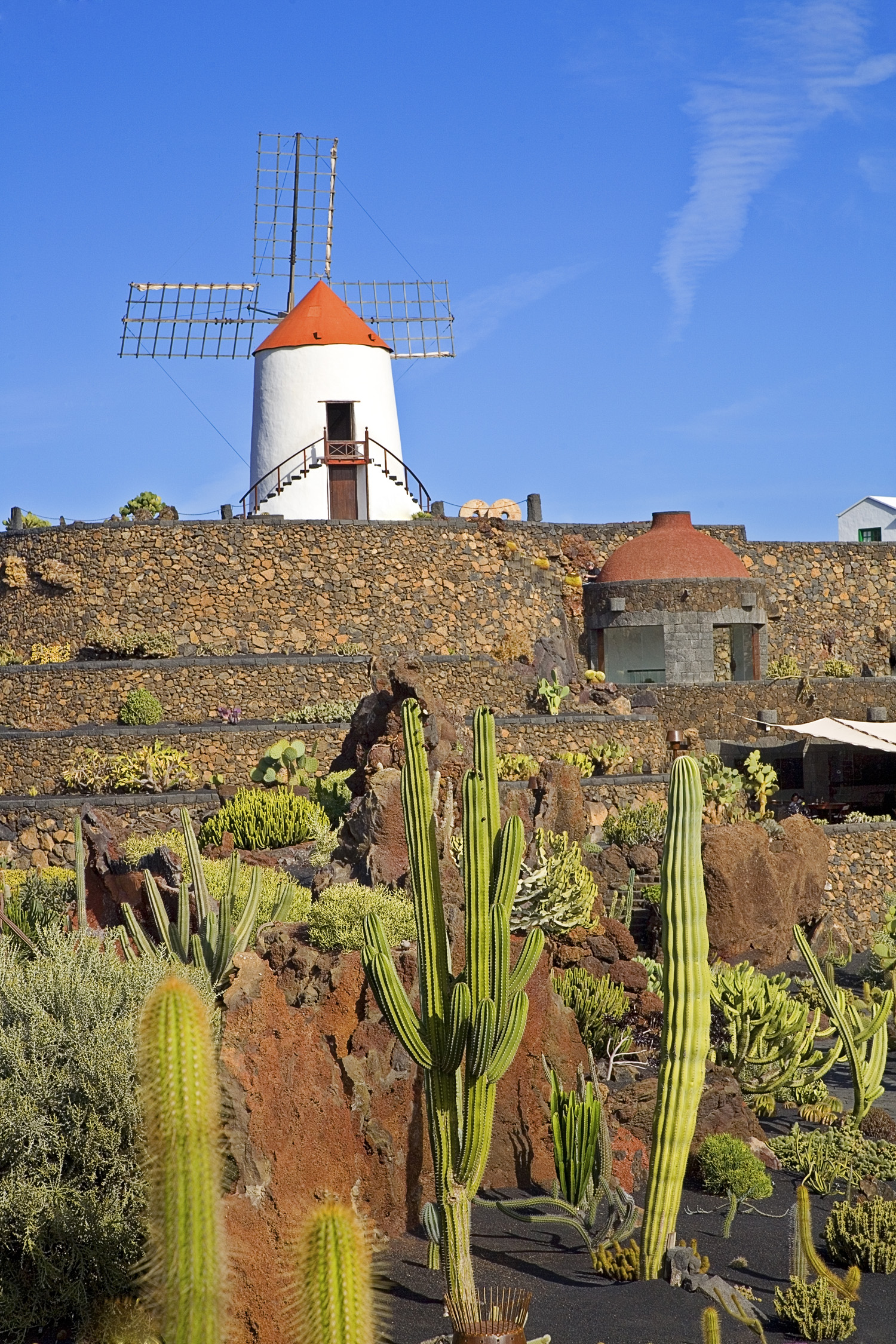
Jardín de Cactus mit Windmühle von César Manrique
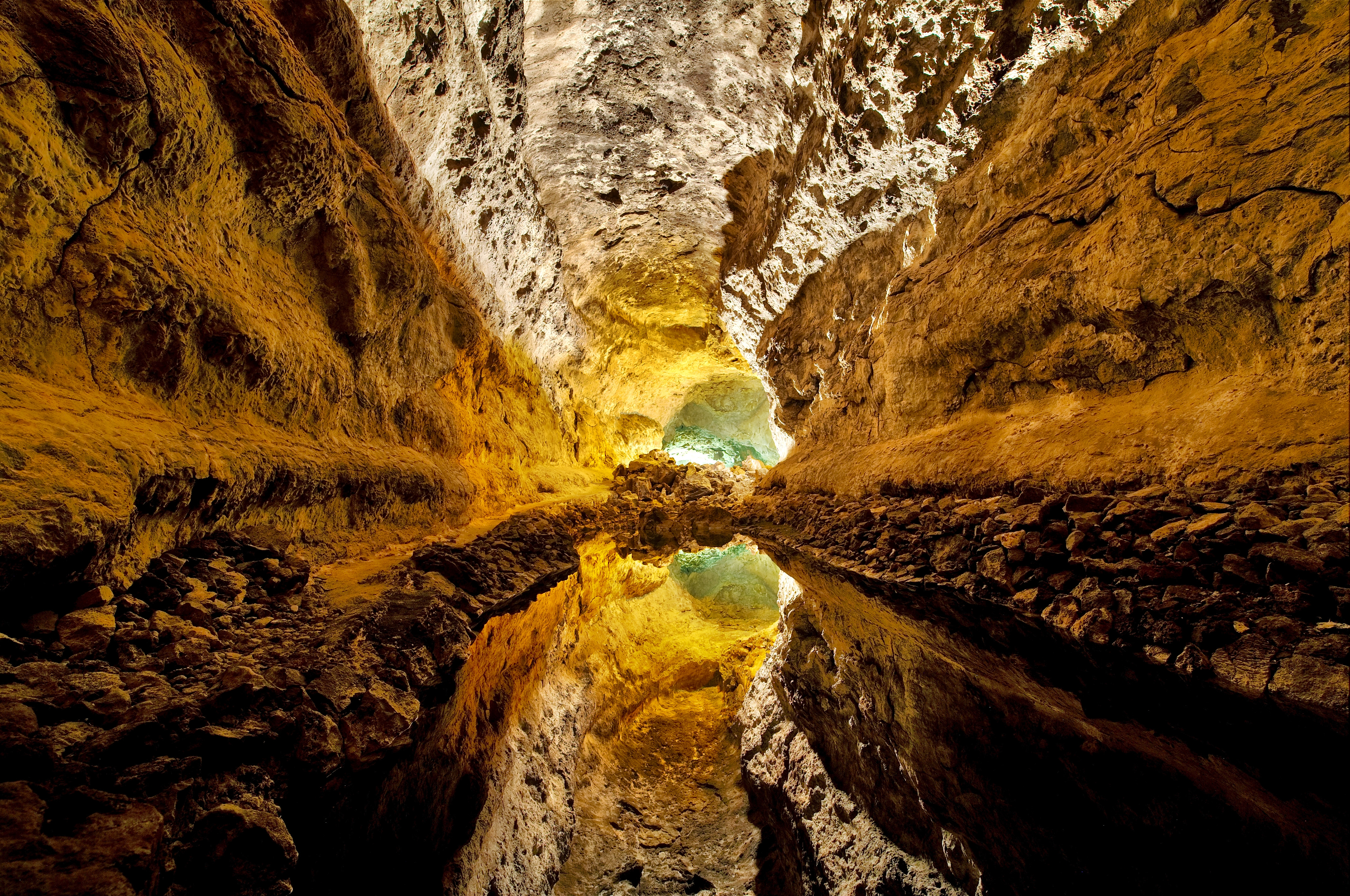
Cueva de los Verdes
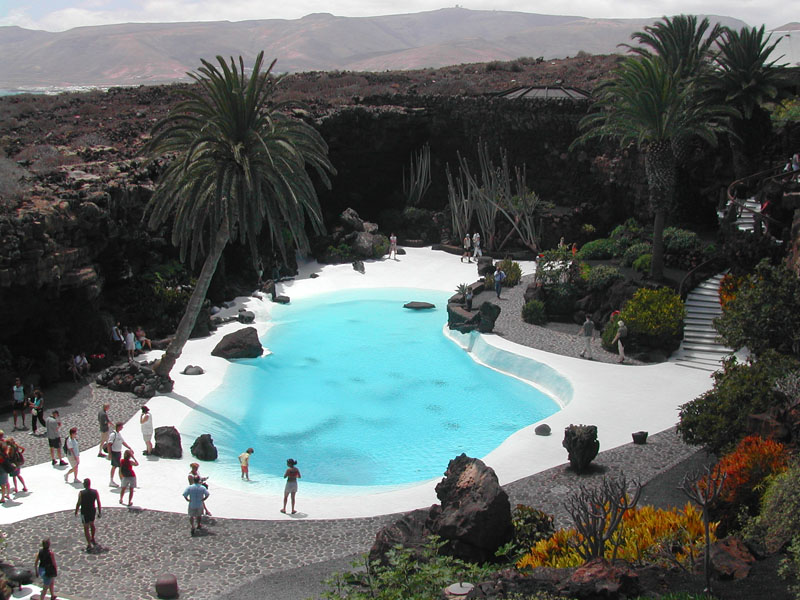
Jameos del Agua, Kunstwerk César Manriques
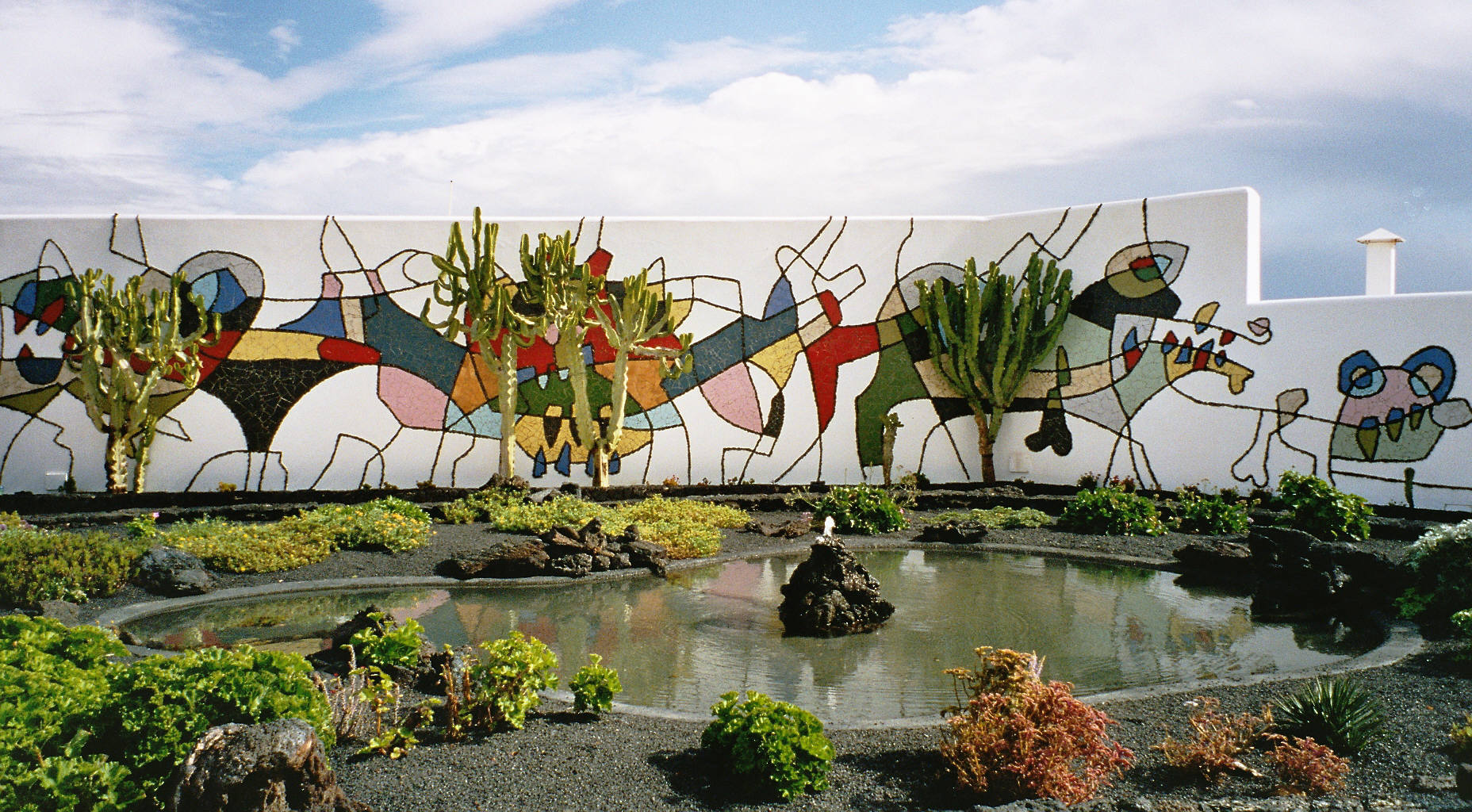
Wandgemälde der Fundación César Manrique
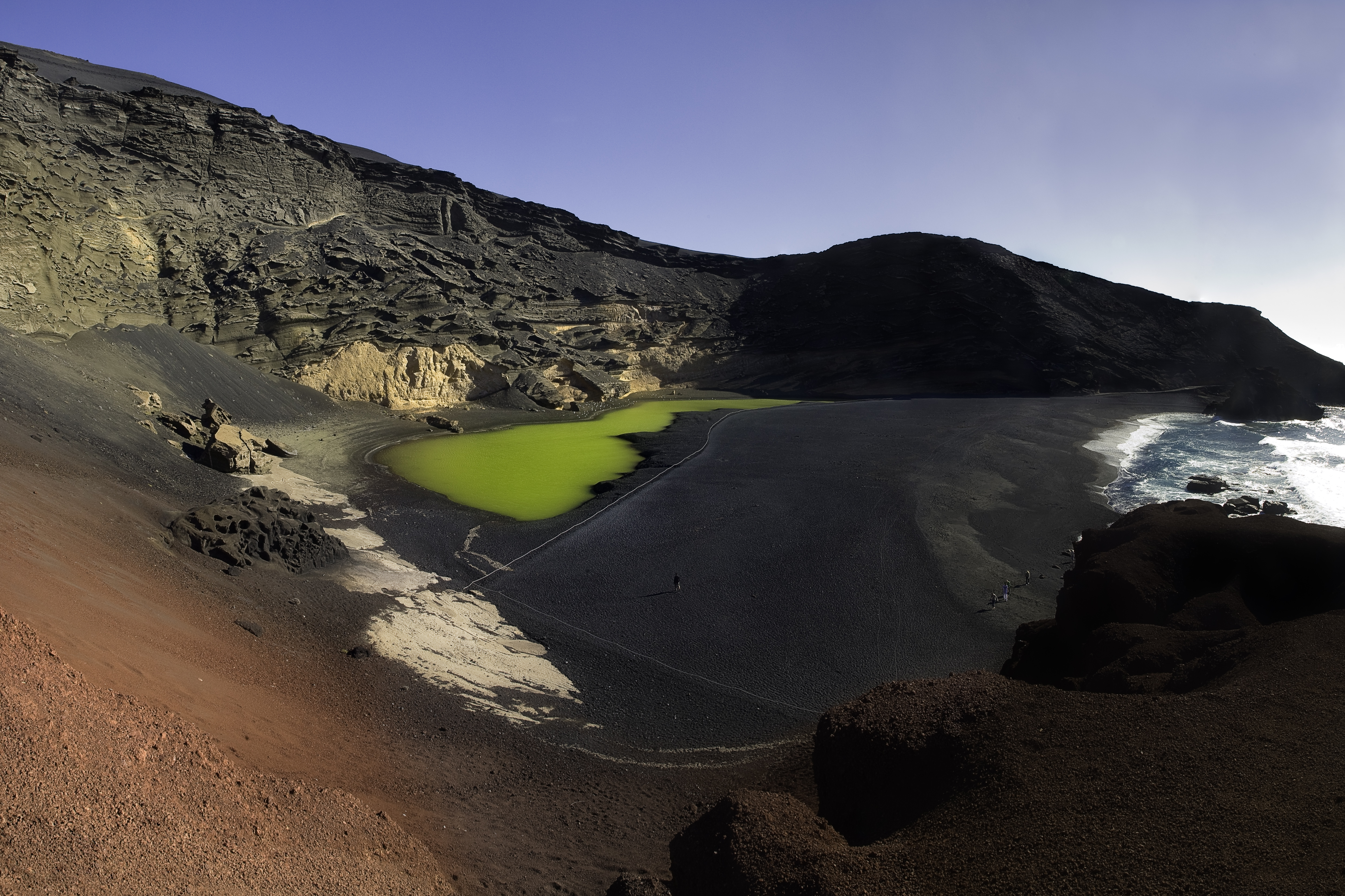
Krater und Lagune El Golfo
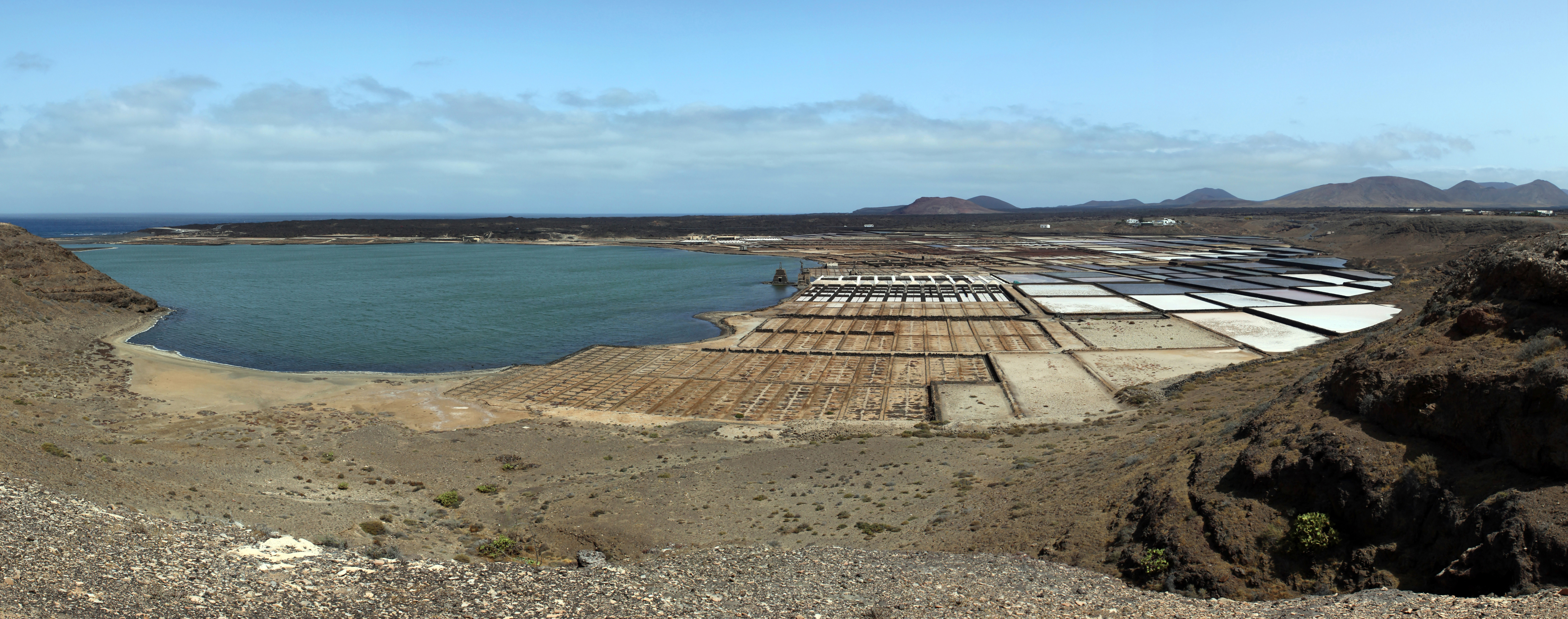
Salinas de Janubio
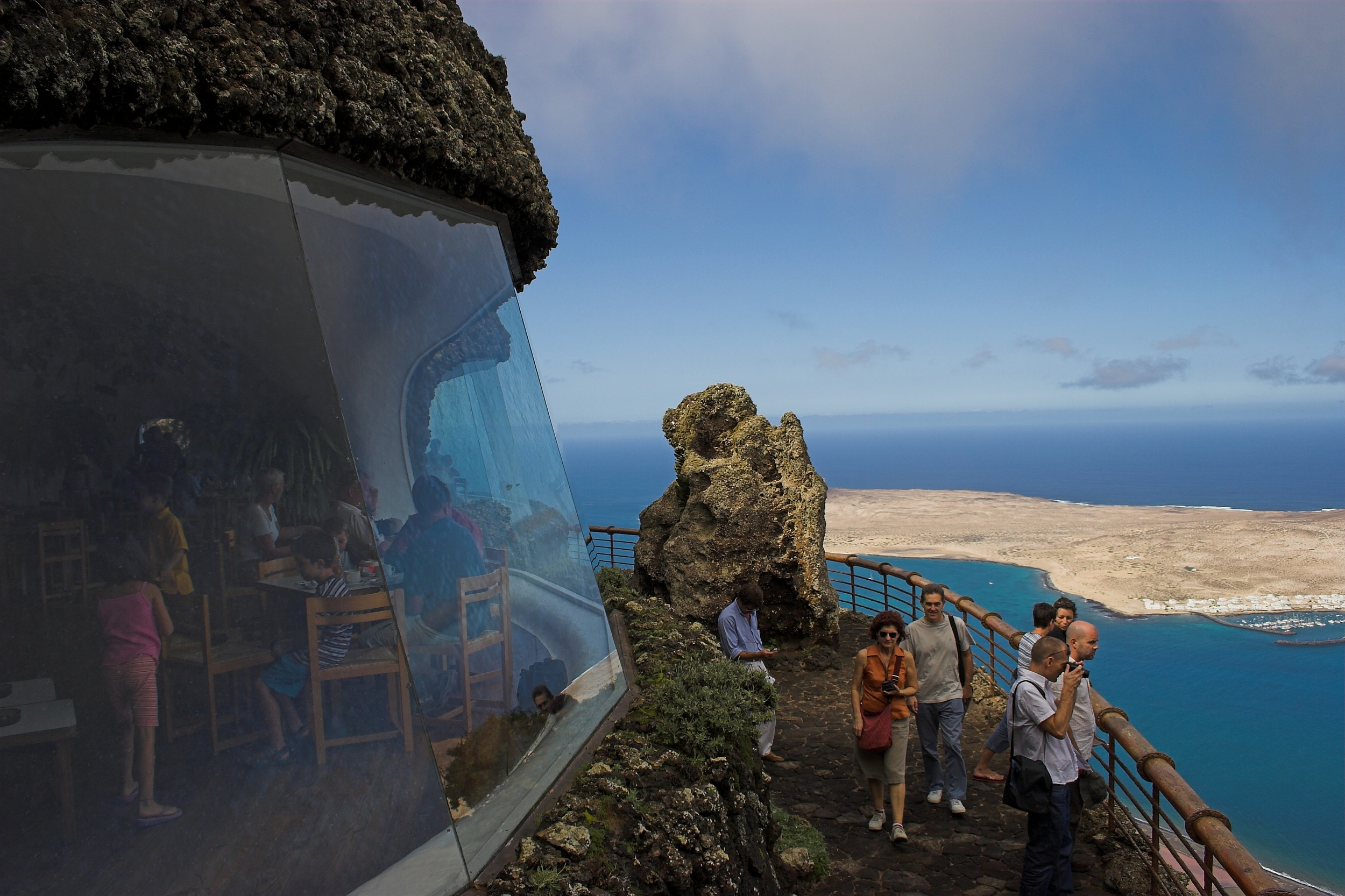
Mirador del Río mit La Graciosa im Hintergrund
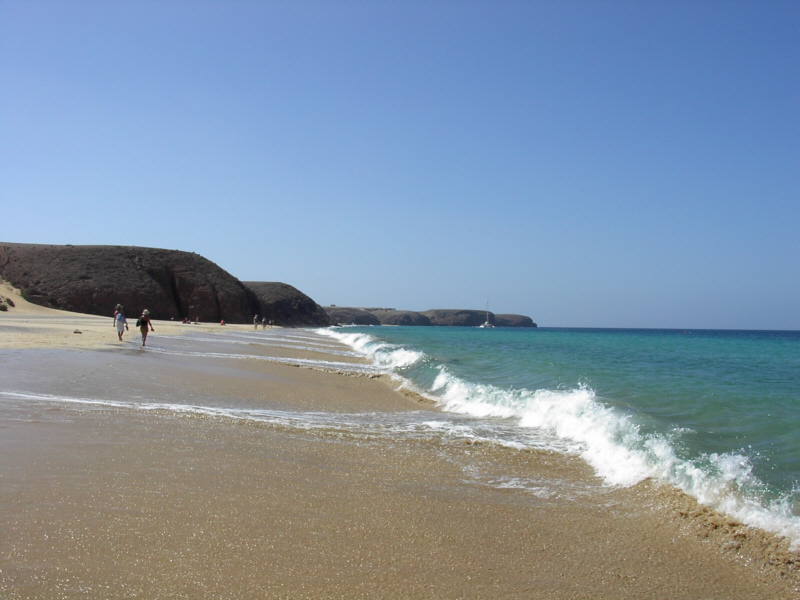
Papagayo-Strände

### Allgemein
- Klaus G. Förg, Eberhard Fohrer: Lanzarote. Die eigenwillige Vulkanschönheit. Bildband. Rosenheimer Verlagshaus, Rosenheim 2005, ISBN 3-475-53599-8.
- Konrad Hummel, Christoph Lippelt: Lanzarote – Bilder einer Insel. Jan Thorbecke Verlag, Sigmaringen 1981, ISBN 3-7995-1615-8.
- Jürgen Richter, Ernst-Otto Luthardt: Reise durch Fuerteventura und Lanzarote. Stürtz, Würzburg 2009, ISBN 978-3-8003-4046-0.
- Alejandro Scarpa: César Manrique, acupuntura territorial en Lanzarote. Arrecife: Centros de Arte, Cultura y Turismo del Cabildo de Lanzarote, 2019, ISBN 978-84-12-00223-2. (Spanische Version mit Zusammenfassungen auf Deutsch).

### Reiseführer/Wanderführer
- Eberhard Fohrer: Lanzarote. Michael Müller Verlag, Erlangen 2017, ISBN 978-3-95654-455-2.
- Baedeker Reiseführer Lanzarote. Verlag Karl Baedeker, 2019 Ostfildern 2019, ISBN 978-3-8297-4655-7.
- Raimundo Rodríquez: Lanzarote – Geologischer Ursprung, Inselrelief, Natürliche Ressourcen, Naturschutzgebiete, Geschichte und Kultur, Architektur, Gemeinden. RAI Ediciones, Antiqua (Fuerteventura) 2017, ISBN 978-84-92829-23-1.
- Michael Will: Lanzarote – 50 Touren, Wanderführer + Karte. Kompass-Karten GmbH, Innsbruck 2017, ISBN 978-3-99044-154-1.
- Rolf Goetz: Rother Wanderführer Lanzarote. 8. Auflage. Bergverlag Rother, München 2025, ISBN 978-3-7633-4896-1.
- Lanzarote – Der Reiseführer für Kinder Pinta Verlag, Bienenbüttel 2010, ISBN 978-3-00030-447-7.

### Natur
- Gilberto M. Cruz Trujillo: Flora vascular del Parque Nacional de Timanfaya (Lanzarote, Islas Canarias). Naturaleza Y Parques Nacionales, La Lagune 2004, ISBN 84-8014-554-4.
- Rolf Goetz: Flora der Kanarischen Inseln. Bergverlag Rother, München 2017, ISBN 978-3-7633-6102-1.
- Ulrike Strecker, Horst Wilkens: Pflanzen entdecken – Lanzarote und Fuerteventura. Naturalanza, 2019, ISBN 978-3-942999-10-6.
- Horst Wilkens: Lanzarote – Blinde Krebse, Wiedehopfe und Vulkane. Naturalanza, 2015, ISBN 978-3-942999-00-7.
- María Antónia Perera Betancort u. a. (Hrsg.): Julio Afonso-Carrillo. Instituto de Estudios Hispánicos de Canarias, Puerto de la Cruz 2015, ISBN 978-84-608-1557-0 (spanisch, iehcan.com [PDF; 6,4 MB; abgerufen am 4. September 2018]).
- Don Andrés Lorenzo Curbelo: Als die Vulkane Feuer spien – „Tagebuch Lanzarote. Notizen über die Ereignisse in den Jahren 1730 bis 1736“. Editorial Yaiza S.L., Lanzarote, ISBN 978-84-89023-31-4.